# Gnathia productatridens
Gnathia productatridens är en kräftdjursart som beskrevs av Menzies och Barnard 1959. Gnathia productatridens ingår i släktet Gnathia och familjen Gnathiidae. Inga underarter finns listade i Catalogue of Life.